# Prästeståndets ledamöter vid urtima riksdagen 1810
Vid urtima riksdagen 1810 ingick följande ledamöter i prästeståndet. Biskoparna och pastor primarius i Stockholm var självskrivna medan övriga utsågs för respektive stift. Prästerskapet i Stockholms stad utsåg egna företrädare.

## Uppsala ärkestift
- Ärkebiskop Jacob Axelsson Lindblom
- Erik Abraham Almquist
- Erik Forssén
- Johan Kristoffer Hult
- Johan Casparsson Wijkman
- Sven Caspersson Wijkman

## Linköpings stift
- Biskop Carl von Rosenstein
- Daniel Calén
- Lars Magnus Kinnander
- Claes Magnus Livin
- Johan Ramstedt
- Matthias Stenhammar

## Skara stift
- Biskop Thure Weidman
- Anders Billdahl
- Johan Halén
- Carl Thyselius
- Olof Olai Westman

## Strängnäs stift
- Biskop Johan Adam Tingstadius
- Mattias Falk
- Karl Gezelius
- Hans Graffman
- Seth Wallqvist

## Västerås stift
- Biskop Erik Waller (frånvarande)
- Johan Asplund
- Tomas Jedeur
- Isak Mellgren
- Nils Erik Netzel
- Daniel Nohrborg

## Växjö stift
- Biskop Ludvig Mörner
- Sven Johan Almqvist
- Jonas Zakarias Hjelmerus
- Petrus Starck

## Lunds stift
- Biskop Nils Hesslén (frånvarande)
- Peter Julius Appelberg (intar sin plats 28/7 1810)[2]
- Wilhelm Faxe
- Johan Carl Morell
- Henrik Schartau

## Göteborgs stift
- Biskop Johan Wingård (frånvarande)
- Magnus Bothén
- Christen Linderot
- Johan Christoffer Osterman

## Kalmar stift
- Biskop Magnus Stagnelius (frånvarande)
- Jonas Lindeström
- Johan Peter von Sydow

## Karlstads stift
- Biskop Olof Bjurbäck (frånvarande)
- Peter Ekelund
- Per Kölmark

## Härnösands stift
- Biskop Carl Gustaf Nordin
- Isak Nordmark
- Abraham Renström
- Abraham Sundberg

## Visby stift
- Biskop Nils Gardell (frånvarande)
- Johan Hoffman
- Johan Filip Laurin

## Stockholms stad
- Pastor primarius Gustaf Murray
- Per Samuel Drysén
- Carl Christian Lilljenwalldh